# 池上高志
池上 高志（いけがみ たかし、1961年2月15日 - ）は、日本の物理学者。東京大学大学院総合文化研究科教授。専門は複雑系、人工生命。1998年から身体性の知覚、進化ロボットの研究を展開。2005年からは油滴の自発運動の化学実験に取り組む。
その後、人工生命の研究に20年以上従事し、2021年にはISAL Award for Lifetime Achievementを受賞。初期は遺伝的進化の研究に取り組み、その後、ニューラルネットワークを用いて認知システムの複雑性に関する研究も行った。現在は、ロボットなどを活用し、現実空間における人工生命を構築している。
アート関連の活動も行なっており、Ars Electronica Honors Mention、文化庁メディア芸術祭優秀賞などを受賞。テレビ出演の際には、爆笑問題の田中から、「アーチスト、ロッカーみたいな感じの風貌」と言われた。父の池上英雄は理工学者、名古屋大学名誉教授。

## 経歴
- 1961年 長野県に生まれる
- 1979年3月 愛知県立旭丘高等学校卒業
- 1984年3月 東京大学理学部物理学科卒業
- 1989年3月 東京大学大学院理学系研究科物理学修了。理学博士（学位論文：「Model immune network: the role of antigen-antibody complexes(免疫ネットワークのモデル) 」[6]
- 1989-90年 日本学術振興会特別研究員（PD）京都大学基礎物理学研究所
- 1989年5月-8月 アメリカ・LosAlamos 国立研究所 Visiting Fellow
- 1990年4月-1994年2月 神戸大学自然科学研究科助手
- 1994年3月より 東京大学大学院総合文化研究科広域科学専攻助教授
- 1994年7-8月 オランダ・Utrecht大学理論生物学・招聘研究員
- 1998年3-6月,7-9月 フランス・Sony Computer Science 研究所・招聘研究員
- 2002年7-9月 スイス・EPFL（スイス工科大学）・特別招聘研究員
- 2008年 東京大学大学院総合文化研究科広域科学専攻広域システム科学系教授
- 2010年 東京大学大学院情報学環教授

## 著作物

### 主な論文[2]
- Takashi Ikegami, Atsushi Masumori, jonhsmith and Norihiro Maruyama, in the proceedings of Artificial Life 2021 (Prague). Can Mutual Imitation Generate Open-Ended Evolution?
- Takashi Ikegami, Yasuhiro Hashimoto and Mizuki Oka. Open-Ended Evolution and a Mechanism of Novelties in Web Services. Artificial Life, 2019 25:2, pp.168-177.
- Takashi Ikegami, Yoh-ichi Mototake, Shintaro Kobori, Mizuki Oka, Yasuhiro Hashimoto: Life as an emergent phenomenon: studies from a large-scale boid simulation and web data, Phil.Roy.Soc.,375, pp.1-15, 2017.
- Takashi Ikegami, Mizuki Oka: Massive Data Flows: Self-organization of energy, material, and information flows. 6th International Conference on Agents and Artificial Intelligence ICAART 2014, pp. 237-242, 2014.
- Takashi Ikegami, A Design for Living Technology: Experiments with the Mind Time Machine. Artificial Life, Summer/Fall 2013, Vol. 19, No. 3(4), pp. 387-400, 2013.
- Martin M. Hanczyc and Takashi Ikegami: Chemical Basis for Minimal Cognition. Artificial Life. 16(3): 233-243, 2010.

### 書籍
- 『作って動かすALife ―実装を通した人工生命モデル理論入門』 (オライリージャパン 2018), 岡瑞起らとの共著
- 『人間と機械のあいだ 心はどこにあるのか』 (講談社 2016), 石黒浩との共著
- 『生命のサンドウィッチ理論』（講談社 2012）, 植田工との共著
- 『動きが生命をつくる―生命と意識への構成論的アプローチ』 (青土社 2007), 単著
- 『複雑系の進化的シナリオ―生命の発展様式 (複雑系双書)』 金子邦彦、津田一郎らとの共著(1998)